# Мултиплексор
 Тази статия е за електронната схема.  За телекомуникационния термин вижте Мултиплекс.  
Мултиплексорът е комбинационна логическа схема с два вида входове и един изход. Чрез него се осигурява свързване на няколко източника на сигнал към един приемник. Мултиплексорът е сравним с прекъсвач, който не се управлява с ръка, а от електронни сигнали. Разликата между мултиплексора и релето е, че връзката не е механична, а се осъществява чрез интегрална полупроводникова схема.
Сигналите от източниците се подават на входовете. Разрешава се този вход, за който се формира активен сигнал от изхода на дешифратора. Броят на адресните входове n определя максималния брой информационни входове.

## Демултиплексор
Изпълнява обратната функция на мултиплексора, т.е. един вход се превключва към няколко изхода в съответствие с подавания цифров код на адресните входове. Демултиплексорът може да се реализира чрез дешифратор, притежаващ вход за разширение, чието активно ниво съвпада с активното ниво на изходите.

## Основни технически характеристики на мултиплексорите
Мултиплексорите притежават следните основни характеристики:
- Капацитет М – брой на входните канали. При много мултиплексори, използвани в САФЕ се реализира променлив капацитет, когато може на стъпала от по няколко канала да се изменя капацитетът с цел освобождаване на САФЕ от излишна информация и паразитни данни.
- Бързодействие V – брой на каналите, превключвани за единица време. Различаваме:

Vmax – максимално бързодействие, което се определя от бързодействието на комутиращите елементи.
Vр – реално бързодействие в дадената САФЕ, определяно от възможностите на приемника и източника на информация и от изискванията на конкретния физически експеримент.
- Брой на паралелно комутираните линии S. В един мултиплексор рядко има паралелно комутирани линии повече от 5. При диференциалните мултиплексори се комутират едновременно 2 линии (S=2). При необходимост от повече паралелно комутирани линии се използват два или повече мултиплексора.
- Грешка (неточност) на мултиплексора. Абсолютната грешка на i-тия канал е ΔI = Y-Xi. Относителната грешка на i-тия канал: Δi=[Y-Xi]/[Xi max]= Δi/Xi max,

където Ximax е най-голямата стойност на сигнала на i-тия вход на мултиплексора.
- Време на превключване tn – това е продължителността на преходния процес в комутиращия елемент, включващ и времето на трептене (успокояване) в контактните комутиращи елементи.